# Latiuga
Latiuga (en rus: Латьюга) és un poble de la República de Komi, a Rússia, segons el cens del 2010 tenia 36 habitants.